# Kichigorō Ōmori
Pour les articles homonymes, voir Ōmori.
Kichigorō Ōmori (大森 吉五郎, Ōmori Kichigorō), né le 11 avril 1883 à Nakai, dans la préfecture d'Okayama et mort en 1946, est un fonctionnaire et homme politique japonais, successivement gouverneur des préfectures de Yamaguchi et Kumamoto, ainsi que maire de Kyoto de 1932 à 1935.

## Biographie
Kichigorō Ōmori naît le 11 avril 1883 dans le village de Nakai, dans le district de Jōtō (ja) en tant que fils aîné d'Ōmori Hisagorō (大森 久五郎). Il fait ses études secondaires au lycée d'Okayama (ja) (岡山中学校), puis au Troisième lycée (ja) (第三高等学校). Ōmori intègre ensuite la faculté de droit de l'Université de Kyoto, dont il sort diplômé en 1908. Il devient par la suite employé au ministère de l'Intérieur, travaillant dans la préfecture de Kyoto. En novembre 1911, il passe l'examen pour accéder à la fonction civile supérieure.
Le 2 décembre 1910, il devient préfet du district de Minamikuwada, remplaçant Minagawa Jun (皆川 惇),. Le 14 juin 1913, il est nommé adjoint au maire de Kyoto, à l'époque Inoue Mitsu,. Il est ensuite commissaire dans la préfecture de Kumamoto, puis devient chef de la Police de la préfecture d'Ehime (ja) le 9 janvier 1917, poste qu'il occupe jusqu'au 11 janvier 1919,. Jusqu'au 3 juin 1921, il est chef de la Police de la préfecture de Kanagawa (ja),. Il occupe ensuite les postes de directeur des Affaires portuaires de la préfecture de Kanagawa, directeur des Affaires intérieures de la préfecture de Kumamoto et de la préfecture de Nagasaki et enfin directeur du génie civil du Gouvernement de Hokkaidō (ja).
Il est nommé gouverneur de la préfecture de Yamaguchi le 18 octobre 1925. En tant que gouverneur, il encourage la création d'une industrie secondaire pour encourager l'économie des régions rurales, et est ainsi surnommé « gouverneur du secondaire ». Il supervise aussi l'unification des sociétés du secteur de l'électricité, une réforme organisationnelle, ainsi que le transfert de l'inspection des céréales vers les organes préfectoraux. Après l'exécution de Daisuke Namba le 15 novembre 1924, qui a tenté d'assassiner le prince héritier Hirohito, Ōmori organise la réintégration dans la société de la famille de Nanba, habitant la préfecture de Yamaguchi, et le changement de leur nom de famille. Le 5 juillet 1929, il devient gouverneur de la  préfecture de Kumamoto. Conformément au budget restreint du gouvernement Hamaguchi (en), il ne lance pas de nouveaux projets durant son mandat. Un conflit éclate éclate pendant son mandat à l'assemblée préfectorale, entre le parti Seiyūkai, qui détenait la majorité, et les autres partis. Le 22 juillet 1930, il termine volontairement son mandat. En 1931, il devient directeur de la société des chemins de fer de Mandchourie du Sud. Le 18 décembre 1932, il est nommé maire de Kyoto. En tant que maire de Kyoto, il encourage une réforme administrative ainsi que le développement de l'assainissement et les projets de reconstruction après-sinistre. En 1935, il démissionne après une motion de censure votée par le conseil à l'égard de ses dépenses, notamment ses frais de déplacement. Il meurt en 1946.